# Mysikrólik płomienny
Mysikrólik płomienny (Regulus goodfellowi) – gatunek małego ptaka z rodziny mysikrólików (Regulidae). Ptak ten występuje endemicznie na Tajwanie; nie jest zagrożony wyginięciem.

## Zasięg występowania
Mysikrólik płomienny występuje endemicznie na terenie Tajwanu.

## Taksonomia
Gatunek ten po raz pierwszy opisał w 1906 roku brytyjski ornitolog William Robert Ogilvie-Grant na łamach Bulletin of the British Ornithologists’ Club. Jako miejsce typowe Ogilvie-Grant wskazał Mount Morrison, w centralnej Formozie na wysokości 9000 – 10 000 stóp. Holotyp (którym był dorosły samiec o numerze katalogowym 1907.12.12.20, przechowywany w Muzeum Brytyjskim) został odłowiony przez brytyjskiego przyrodnika Waltera Goodfellowa.
Pokrewieństwo niepewne. Często traktowany jest jako bliski krewny zniczka zwyczajnego (R. ignicapilla) ze względu na podobieństwa w strukturze upierzenia głowy i ogólnego koloru ciała. Czynniki zoogeograficzne sugerują jednak, że gatunek ten oraz mysikrólik zwyczajny (R. regulus) mogą pochodzić od wspólnego przodka, który przypuszczalnie pochodził ze środkowej Azji; zarówno badania mitochondrialnego DNA jak również i śpiew wspierają tezę o ścisłym związku z R. regulus. Takson monotypowy.

### Etymologia
Nazwa rodzajowa: epitet gatunkowy Motacilla regulus Linnaeus, 1758 (łacińskie regulus – książę, królewiątko, od zdrobnienia rex, regis – król, od regere – rządzić). Epitet gatunkowy honoruje Waltera Goodfellowa (1866–1953), brytyjskiego podróżnika, ornitologa, kolekcjonera z Kolumbii, Ekwadoru, Nowej Gwinei, Filipin i Tajwanu.

## Morfologia
Długość ciała do 9 cm; masa ciała do 7 g. Najbardziej kolorowy gatunek z rodziny mysikrólików. Samiec ma środkowy pasek ciemieniowy intensywnie pomarańczowy, boczny pasek ciemieniowy jest koloru czarnego; brew i policzek białe, kontrastują z czarnymi piórami wokół oka. Podbródek biały kontrastujący z szerokim, czarnym paskiem policzkowym; upierzenie górnych części ciała intensywnie żółto-zielone, kuper jasnożółty, barkówki białe, żółte krawędzie na lotkach I rzędu, białawe brzegi lotek III rzędu. Piersi ziemisto szare, spód ciała szarawo-biały, podbrzusze jasnożółte. Tęczówki brązowe, cienki jak igła dziób koloru czarnego, nogi ciemnoszare. U samicy środkowy pasek ciemieniowy czysto żółty, a nie pomarańczowy jak u samca. Młode ptaki nie zostały opisane.

## Ekologia

### Głos
Pieśń terytorialna to piskliwa seria „seeh” o stałej częstotliwości i przypomina szybko powtarzane wołanie; pieśń jest prościej skonstruowana niż u jakiegokolwiek innego pokrewnego gatunku, najwyraźniej brakuje końcowej części repertuaru jak u mysikrólika złotogłowego (R. satrapa) i mysikrólika zwyczajnego i nie występuje z taką częstotliwością jak piosenki zniczka zwyczajnego. Badaniom zostało poddanych tylko kilka nagrań mysikrólika płomiennego. Porozumiewa się również spokojnym „seeeh”, podobnym jak u innych mysikrólików.

### Siedlisko i pokarm
Ptak osiadły, preferujący lasy iglaste, zdominowane przez jodły z gatunku Abies kawakamii, choiny z gatunku Tsuga chinensis i świerki z gatunku Picea morrisonicola; występuje również w borach mieszano-liściastych. Ogranicza się do środkowego i górnego pasa górskiego w środkowym Tajwanie, występując do wysokości 3700 m n.p.m. Poza sezonem lęgowym obserwowany również wśród roślinności na niższych wysokościach.
Skład diety jest słabo zbadany. Jest gatunkiem owadożernym, zapewne z podobnym spektrum ofiar jaki występuje u jego krewniaków; podczas zimy zjada również nasiona jodły i jałowca (Juniperus). Często dołącza do stad innych gatunków (np. sosnówka tajwańska (Periparus ater ptilosus)) żerujących poza sezonem lęgowym.

### Lęgi
Brak informacji na temat sezonu lęgowego.

## Status i ochrona
W Czerwonej księdze gatunków zagrożonych Międzynarodowej Unii Ochrony Przyrody został zaliczony do kategorii LC (ang. Least Concern – najmniejszej troski). Populację szacuje się na 10–100 tysięcy par lęgowych. Mysikrólik płomienny jest gatunkiem o ograniczonym zasięgu: występuje tylko na Tajwanie. Górskie lasy, w których żyje, są w dużej części chronione jako rezerwaty. Ze względu na brak dowodów na spadki liczebności lub istotne zagrożenia dla gatunku, BirdLife International ocenia trend liczebności populacji jako stabilny.